# Ten Thousand Fists
Ten Thousand Fists är metalbandet Disturbeds tredje studioalbum, utgivet 2005. Det är det första av gruppens album som basisten John Moyer medverkar på.

## Låtlista
Samtliga låtar skrivna av Disturbed, om annat inte anges.
1. "Ten Thousand Fists" - 3:33
2. "Just Stop" - 3:46
3. "Guarded" - 3:22
4. "Deify" - 4:18
5. "Stricken" - 4:07
6. "I'm Alive" - 4:42
7. "Sons of Plunder" - 3:50
8. "Overburdened" - 5:59
9. "Decadence" - 3:27
10. "Forgiven" - 4:15
11. "Land of Confusion" (Tony Banks/Phil Collins/Mike Rutherford) - 4:50
12. "Sacred Lie" - 3:08
13. "Pain Redefined" - 4:09
14. "Avarice" - 2:56